# People’s Theater
Der Verein People’s Theater aus Stadt und Kreis Offenbach hat sich zum Ziel gesetzt, Selbst- und Sozialkompetenzen bei Jugendlichen und Kindern zu fördern, einen Beitrag zur Gewaltprävention zu leisten sowie Integrationsprozesse anzustoßen. Der Verein ist gemeinnützig, bahai-inspiriert und freier Träger der Kinder- und Jugendhilfe.
Ein wesentliches Instrument ist die People’s Theater Show, die mit Hilfe von Talkshow- und Theaterelementen auf unterhaltsame Weise Konflikte behandelt, mit dem Ziel gemeinsam mit dem Publikum positive Lösungsansätze zu erarbeiten.

## DiePeople’s Theater Show
In der 45 bis 60 Minuten langen Show steht ein Mini-Drama im Mittelpunkt, in welchem ein sozialer Konflikt in einer kurzen Theaterszene dargestellt wird. Sobald der Konflikt zu eskalieren droht, stoppt ein Moderator das Stück. Durch gezielte Fragen werden mit dem Publikum die Ursachen des Konflikts herausgearbeitet und Handlungsmöglichkeiten entwickelt. Einzelne Zuschauer tauschen dann die Schauspieler aus und spielen die verschiedenen Lösungsansätze durch. Zum Abschluss spielen die Schauspieler eine zusammenfassende Handlungsmöglichkeit vor, in die möglichst viele Vorschläge aus dem Publikum eingearbeitet werden.

### Zielgruppe
Die Shows werden schwerpunktmäßig in allen Schulformen durchgeführt. Es werden aber auch Shows für Firmen, Großveranstaltungen, Konferenzen, Seminare etc. angeboten. Der Inhalt der Show wird den Bedürfnissen und thematisch der Altersgruppe entsprechend angepasst.

### Generationenshow
Ergänzend dazu bietet People’s Theater Generationenshows an, bei denen gemeinsam mit jung und alt generationsübergreifende Konflikte aufgearbeitet werden.

## Ehrenamtliches Soziales Jahr (ESJ)
People’s Theater bietet jährlich ca. zehn bis fünfzehn Jugendlichen im Alter von 18 bis 25 Jahren an, miteinander zu wohnen und gemeinsam ein Jahr ihres Lebens Vollzeit in den Dienst der Gesellschaft zu stellen, um die Shows und weitere soziale Projekte durchzuführen. Dies ist ein Angebot für jugendliche Schulabgänger, die vor ihrer Ausbildung oder ihrem Studium ein ehrenamtliches Soziales Jahr oder ein Praktikum machen möchten. Das Jahr hat zum Ziel, dass sowohl die Jugendlichen als auch die Teilnehmer der People’s Theater Projekte sozial- und selbstkompetenter werden, um so vermehrt positiv in die Gesellschaft hineinzuwirken. Die Mitarbeit wird am Ende des Jahres von der Industrie- und Handelskammer Offenbach zertifiziert. Dieses Zertifikat über die Erlangung von Sozialkompetenzen ist bundesweit bislang einzigartig. Es beschreibt, auf welche Art und Weise die Jugendlichen in ihrer Arbeit über das Jahr hinweg folgende soziale Kompetenzen entwickelt und vertieft haben: Kommunikations-, Team-, Konflikt und Kritikfähigkeit sowie Verantwortungsbewusstsein und Flexibilität.

## People’s Theater Akademie
Eine durch erfahrene und ehemalige Mitarbeiter von People’s Theater gegründete Gesellschaft mit Sitz in Dietzenbach (Hessen). Die Akademie ist ein soziales Dienstleistungsunternehmen, das ausschließlich aus akademisch ausgebildeten Vollzeitkräften besteht. Ziel ist die Umsetzung und Erweiterung der Angebote von People’s Theater auf professioneller Basis. Unter anderem beziehen sich die Angebote auf den Übergang von Schule und Beruf, der Sozialkompetenzvermittlung in Unternehmen, Beratungsmethoden im Management und der theaterpädagogischen Wertevermittlung an Hochschulen und Unternehmen.

## Auszeichnungen
Der Verein wurde mehrfach ausgezeichnet:
- 2010 Hessischer Präventionspreis
- 2010 Verein des Jahres[1]
- 2009 Aktiv für Demokratie und Toleranz 2009[2]
- 2009 Preisträger des Wettbewerbs Plus-Punkt-Kultur
- 2009 Ausgewählter Ort im Land der Ideen 2009
- 2006 Bundessieger des Ideenwettbewerbs startsocial
- 2006 Integrationspreis der Stadt Offenbach
- 2005 Bündnis für Demokratie & Toleranz gegen Extremismus und Gewalt
- 2004 Kreativ für Toleranz – Victor Klemperer Preis
- 2004 Auszeichnung durch Bundeskanzler Gerhard Schröder im Rahmen von startsocial